# Florencio Varela (Buenos Aires)
Florencio Varela és un partit situat a la zona sud del Gran Buenos Aires a la província de Buenos Aires. La localitat Sant Joan Baptista és la capçalera del Partit de Florencio Varela, situada al centre-nord del mateix; a 38 km de la capital provincial. És la localitat més poblada del partit. L'ex localitat 'Florencio Varela' va canviar el seu nom oficialment a San Juan Bautista el 26 de maig del 2011.

## Nom

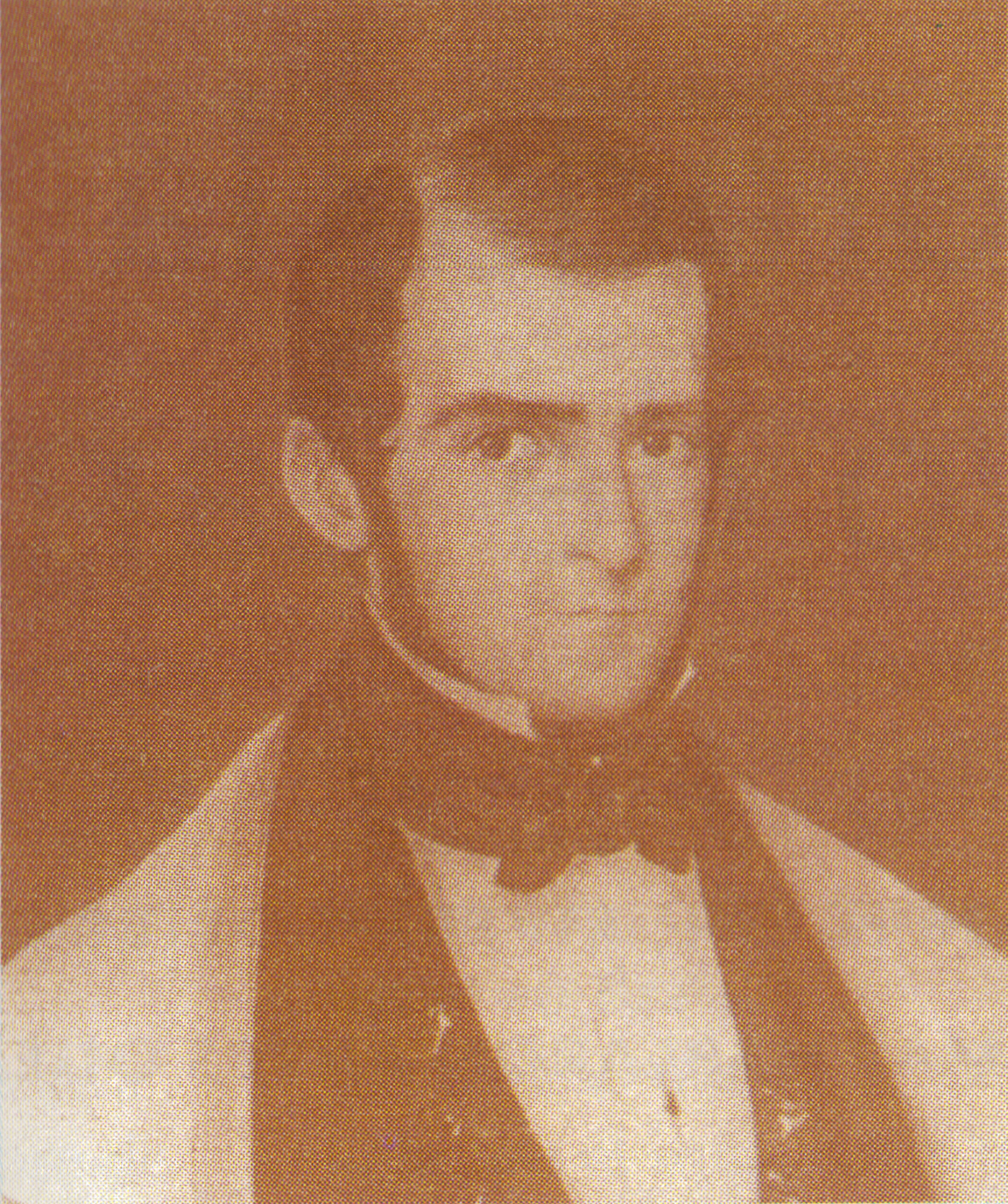
Florencio Varela

Deu el seu nom a l'escriptor i periodista Florencio Varela. En la seva joventut va ser poeta, se li atribueixen diverses composicions i una obra dramàtica. Va exercir com a diplomàtic a favor dels interessos unitaris en l'exili lluitant contra el govern de Juan Manuel de Roses. Va ser membre de l'Associació de Maig formada per la generació del 37. Era germà del poeta Juan Cruz Varela, i el seu fill Luis Vicente Varela va arribar a ser jutge de la Cort Suprema de Justícia de l'Argentina. Va morir a Montevideo en 1848.
Des de 2005, d'acord a la Llei Provincial 13.362 del Governador Felipe Solá, es denomina 'Ciudad de San Juan Bautista', en honor del nom original del poble. L'ordenança municipal es va sancionar l'any 2011.

## Història
- Juan de Garay a la segona Fundació de Buenos Aires, va repartir les terres en tres zones: nord, oest i sud. Corresponent aquesta última, a integrar els Pagaments de la Magdalena (1666), que en dividir-se, l'any 1730 van passar a dir-se Reducció dels Indis Quilmes, convertint-se més endavant en el Partit de Quilmes (14 d'agost de 1812).

- 1805, José Godoy i Brígida de la Cruz van adquirir a Cristóbal Bellino i Justa Suárez una gran estància anomenada 'Orqueta Curá' o 'Curá Có', nom araucà ('Curá' és pedra i 'Co' significa aigua), situada a la vora del rierol Gaete, avui Las Piedras. En la meitat del rierol s'entronca amb un altre curs d'aigua formant una 'orqueta' natural en unir-se tals cabals. En morir els propietaris d'aquesta gran estància, és fraccionada per als seus hereus; Juan de la Cruz Contreras, queda com a amo del casc de la mateixa. Va vendre fraccions de terra i va comença a formar-se un poblat.

- 1870 i 1871, en produir-se les epidèmies de febre groga a Buenos Aires, produeix un creixement major, en establir-se noves famílies que escapen de l'epidèmia. Juan de la Cruz Contreras anomena a la seva extensa propietat 'San Juan Bautista', en subdividir les terres. És batejat amb aquest nom pel Presbíter José M. Fronteriz i aprovat pel Govern de la província de Buenos Aires l'11 de febrer de 1873. Aquest poble pertany al Partit de Quilmes.

- Octubre de 1886 per resolució Ministerial del Govern de la província de Buenos Aires, es canvia la denominació del poble de Sant Joan Baptista, pel de Florencio Varela, seguint pertanyent a Quilmes i responent a una petició d'una Comissió de Veïns, que en el fons, cerca amb una altra estratègia, l'autonomia. Anys després es produiria aquesta, com a recompensa a tants esforços i legítims drets a progressar, disposats els seus habitants a no ser deixats de costat per part de les Autoritats de Quilmes i només tinguts en compte, per al pagament de taxes i ser pont d'interessos econòmics i polítics que gens tenen a veure amb els varelensos.

- 1888: sacsejada a les 3:20 del 5 de juny pel terratrèmol del Riu de la Plata de 1888

- 30 de gener de 1891 es crea el Partit de Florencio Varela. Allí tenen singular gravitació les actuacions dels Diputats Provincials Pedro Bourel i Sotero Vásquez, residents a Florencia Varela i de gran influència veïnal, mereixent agregar-se el fet que el Governador que va promulgar la Llei, Julio A. Costa, tindria terres en aquest flamant Districte.

- 18 de febrer de 1892 es constitueixen les primeres Autoritats Municipals, conforme a les eleccions realitzades el 17 de gener d'aquest any, sent consagrat Intendent Don Guillermo Davidson, descendent directe del fundador.

- El 22 de juny de 1953 el governador Carlos Aloé va signar el decret N° 5731/53 pel qual es proclamava la Llei 5719 que declarava ciutat al teixit urbà del partit.

## Geografia

### Ubicació

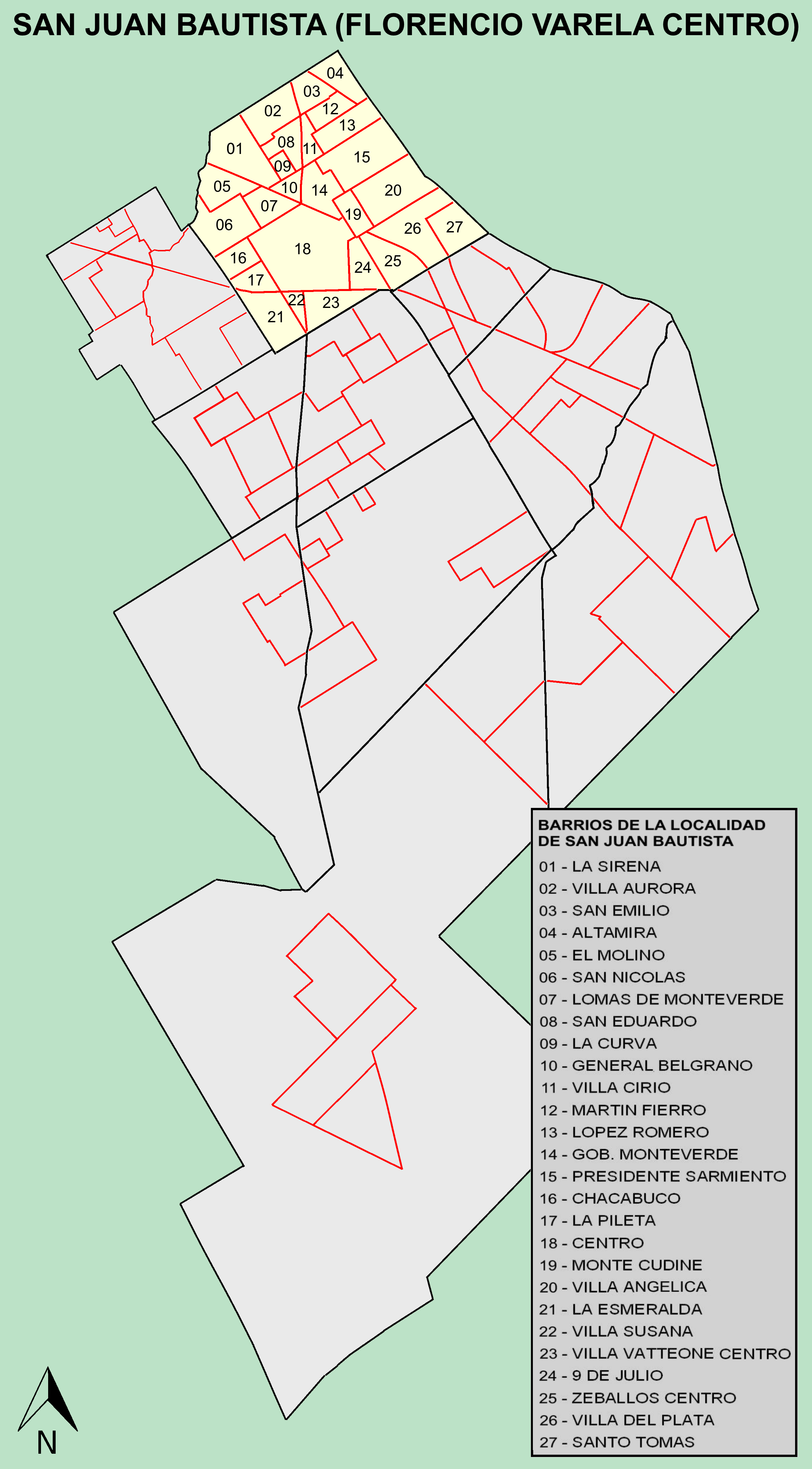
Ubicació i barris de la ciutat de Florencio Varela en el partit de Florencio Varela.

El Partit de Florencio Varela es troba a la zona sud del Gran Buenos Aires a 23 km de la Ciutat de Buenos Aires, Capital Federal, a 35 km de la Ciutat de la Plata, capital provincial, a 8,5 km de Berazategui i a 11 km de Quilmes, aquestes dues últimes, localitats veïnes.
Limita al nord amb el partit de Quilmes (Vila La Florida i Quilmes Oest); a l'est amb el partit de Berazategui (Berazategui Oest), al sud amb el partit de la Plata el partit de Sant Vicent; i a l'oest amb el partit de President Perón i el partit d'Almirall Brown.
Si bé se sol cometre l'error de denominar a tot el partit com a "Ciutat de Florencio Varela", la mateixa es troba compresa dins dels següents límits: al nord, Av. República de França i Av. Monteverde (Ruta Provincial Nro. 4); a l'oest, Rierol Les Pedres i Av. Pare Bisbe Jorge Novak; a l'est, l'Av. Calchaquí (Ruta Provincial Nro. 36); al sud, la Ruta Provincial Núm. 6.
S'ha de tenir en compte que la denominació "Florencio Varela" correspon al nom del partit. Fins al 2011 també era el nom també de la localitat capçalera que des d'aquest any va passar a dir-se Localitat Sant Joan Baptista Arxivat 2021-02-25 a Wayback Machine..

## Demografia
Segons les dades facilitades pel Cens 2010, la ciutat té una població de 146.704 habitants, a diferència dels 120.746 del Cens 2001.

## Economia

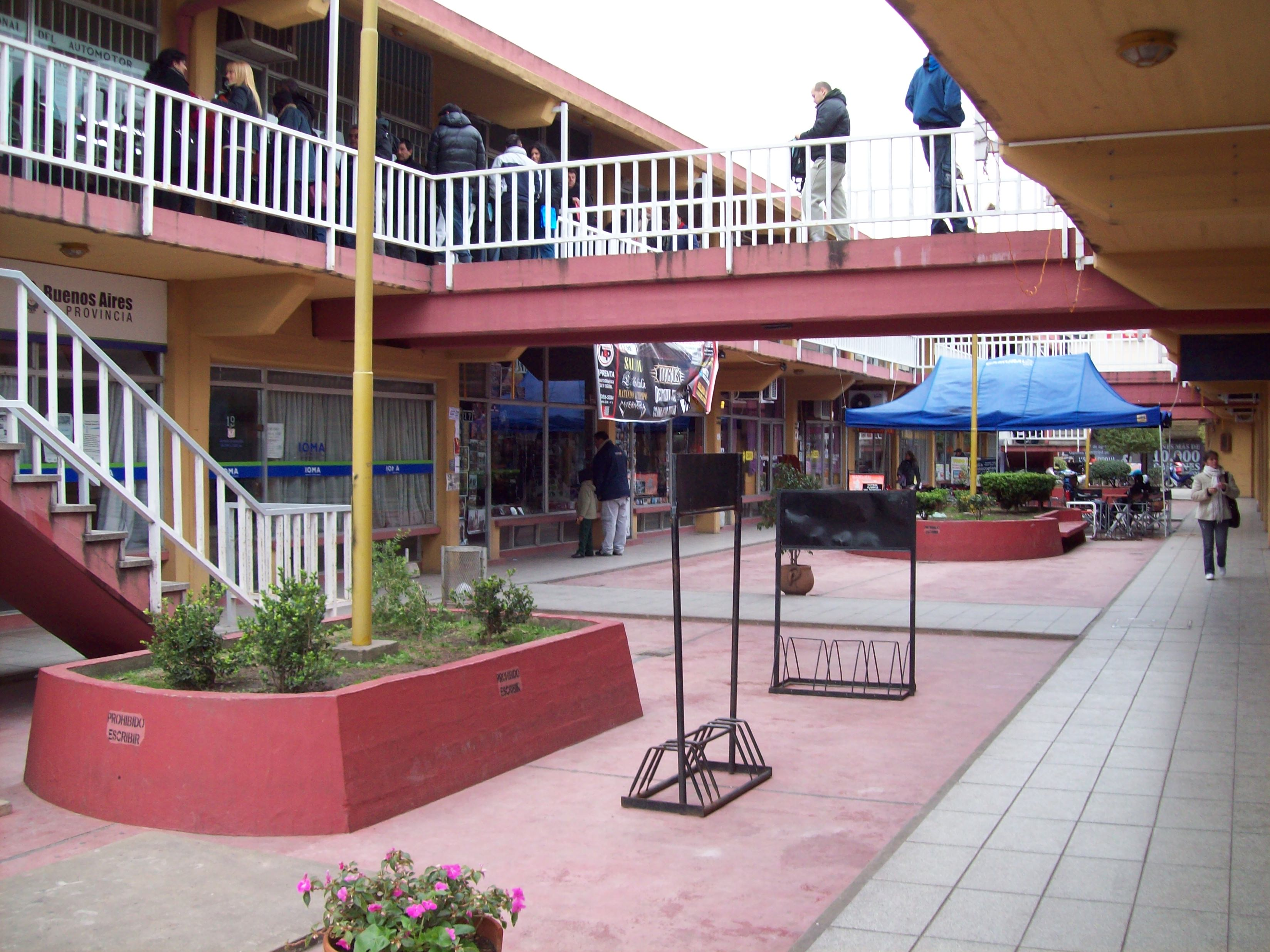
Galeria oberta sobre la 'Peatonal Monteagudo'.

Existeixen dos sectors comercials fortament diferenciats a la Ciutat de Florencio Varela, un al barri centro, entre l'Avinguda Sant Martín i la per als vianants Monteagudo a més dels carrers que les travessen; i un altre al Cruce Varela, sobre les Avingudes Calchaquí, Camí General Belgrano i Hipòlit Yrigoyen.